# Tornado del condado de Westchester 2006
El 2006 Westchester tornado de Condado fue el tornado más fuerte y más grande en la historia de Westchester Condado, Nueva York. Tocó allí el 12 de julio de 2006 y viajó 13 millas (21 km) a southwestern Connecticut durante 33 minutos abarcó a través de dos estados. El tornado tocó a las 3:30 p. m. EDT (19:3 mi (4,8 km)0 UTC) en la orilla del Hudson River antes de devenir un waterspout y viajando 3 mi (5 km) a través del río. Al llegar a tierra, el tornado se introdujo en Westchester Condado y golpeó la ciudad de Sleepy Hueco en F1 de intensidad. Después de pasar a través de la ciudad, se  intensificó a un F2 y creció a casi un trimestre de una milla (400 m) en diámetro. El tornado continuado a través del condado, averiando estructuras numerosas, hasta que cruzó a Connecticut en 4:01 p. m. EDT (20:01 UTC). No mucho tiempo después de introducirse en el estado,  disipó en la ciudad de Greenwich a las 4:03 p. m. EDT (20:03 UTC). Cuándo el tornado se introdujo en Westchester Condado, fue el octavo tornado conocido en introducirse en el condado desde 1950.
Dos graneros y un almacén fueron destruidos, y una gran cantidad de ventanas resultaron destrozadas. Negocios y numerosas casas sufrieron daños y miles de árboles fueron desarraigados. No hubo mayores daños y sólo seis daños menores estuvieron asociados a la tormenta. El costo total de daños fue estimado en $12.1 millones.

## Sinopsis meteorológica

Animación de radar del tiempo del supercell de aquello que engendró el tornado en 3:45 p. m. EDT

En julio 12 un supercell thunderstorm desarrolló sobre New Jersey oriental en asociación con una superficie abajo-área de presión en southwestern Ontario. Daytime Calentando en el Tri-la región Estatal dirigió para moderar instability, un factor clave en el desarrollo de duchas y thunderstorms. Con las condiciones favorables para el desarrollo de un tornado, el Centro de Predicción de la Tormenta emitió un reloj de tornado en 12:40 p. m. EDT (16:40 UTC). Un fuerte thunderstorm desarrolló alrededor 2:00 p. m. EDT (18:00 UTC) cuál produjo una nube de embudo cercana Carlstadt en alrededor 2:45 p. m. EDT (18:45 UTC), a pesar de que ningún daño estuvo asociado con el embudo. Que la tormenta misma intensificada y desarrollado a un supercell cuando cruce a Nueva York. Aproximadamente 15 minutos más tarde, un aviso de tornado estuvo emitido para del sur Rockland y Westchester condados cuál quedaría en efecto hasta que 4:15 p. m. EDT (21:15 UTC). En alrededor 3:30 p. m. EDT (19:30 UTC), un F1 tornado tocó abajo Vista Magnífica cercana-encima-Hudson a lo largo del Hudson Río en Rockland Condado. El 100 patio (91 m) el tornado ancho tocó abajo en un muelle antes de devenir un waterspout cuando tome un 3 mi (4,8 km) mi (4.8 km) camino a través del río. El tornado pasó cerca el Tappan Zee Puente antes de cruzar a Westchester Condado. A introducir Westchester,  sea el octavo tornado nunca grabado en el condado.
El tornado pegado la ciudad de Sleepy Hueco, Nueva York, alrededor 3:37 p. m. EDT (19:37 UTC); dos minutos más tarde, un 58 mph (93,3 km/h) mph (93 km/h) viento gust estuvo informado a lo largo de la periferia del tornado. Cuando el tornado se acercó Nueva York Ruta Estatal 9Un,  intensifique a F2 estado, generando vientos hasta 157 mph (252,7 km/h) mph (253 km/h), y golpeó el Almacén de Armario de la California. En el tiempo, el tornado estuvo estimado para ser 300 yd (274 m) ancho y era el tornado más fuerte nunca grabado en Westchester Condado. Poco después,  debilite atrás a F1 intensidad. El daño menor estuvo informado a través del Kensico Embalse en Valhalla como el tornado se acercó la Nueva York@–Connecticut frontera. La longitud de pista a través de Westchester el condado estuvo medido en alrededor 8 mi (12,9 km) mi (13 km). Después de cruzar la frontera estatal a Fairfield Condado, Connecticut,  debilite más allá antes de que levantamiento en 4:03 p. m.  EDT (2 mi (3,2 km)0:03 UTC) en Greenwich después de ambulante 2 mi (3.2 km) en Connecticut. Otro breve touchdown puede haber ocurrido poco después de cercano el Merritt Parkway. En general, el tornado seguido a través de un total de 13 mi (20,9 km) mi (21 km) a través de dos estados sobre un periodo encima 33 minutos.

## Impacto

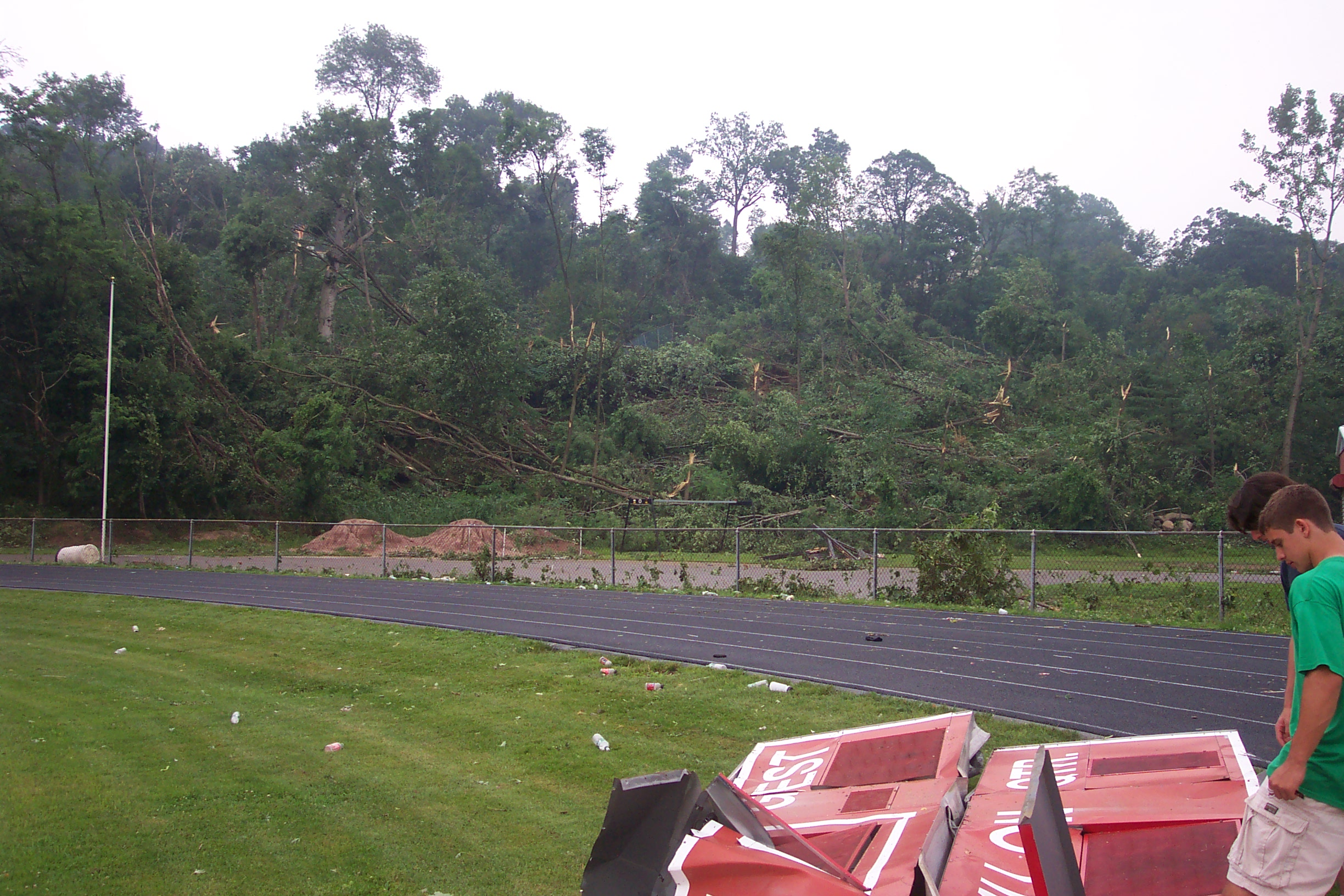
Daño de tornado cerca un forested área

El tornado tomó un camino a través de Rockland, Westchester, y Fairfield condados, downing o uprooting miles de árboles y averiando varias estructuras, incluyendo daño estructural significativo al almacén de Armarios de la California. Seis daños menores eran también informó. En todo, el tornado causó $12.1 millones en daño.
El daño menor estuvo informado en Rockland Condado. Un muelle y una barca sufrieron daños por el tornado. Después de cruzar el Hudson River, el tornado se introdujo en Westchester Condado, donde el peor del daño tuvo lugar. Golpeó la ciudad de Sleepy Hueco, averiando techos y desgarrando el siding de negocios y casas numerosos. Un 10 pie (3 m) alto stained-ventana de vaso en el St. Teresa de Avila la iglesia estuvo destrozada. Después, la ciudad de Pocantico los cerros estuvo golpeado como el tornado intensificó a F2 intensidad. Varios árboles eran uprooted y dos barns estuvo destruido. El Almacén de Armario de la California padeció daño estructural severo; dos paredes concretas estuvieron destruidas. Una escalera de interior, el cual los empleados utilizaron como refugio, colapsó causar cuatro daños. Los bloques concretos del edificio estuvieron soplados aproximadamente, algunos del cual golpeó coches en una parcela de aparcamiento cercana. Un Mesón de Comodidad cercano tuvo parte de su techo desgarrado. Después de que un aviso de tornado estuvo emitido, una escuela fue evacuada.

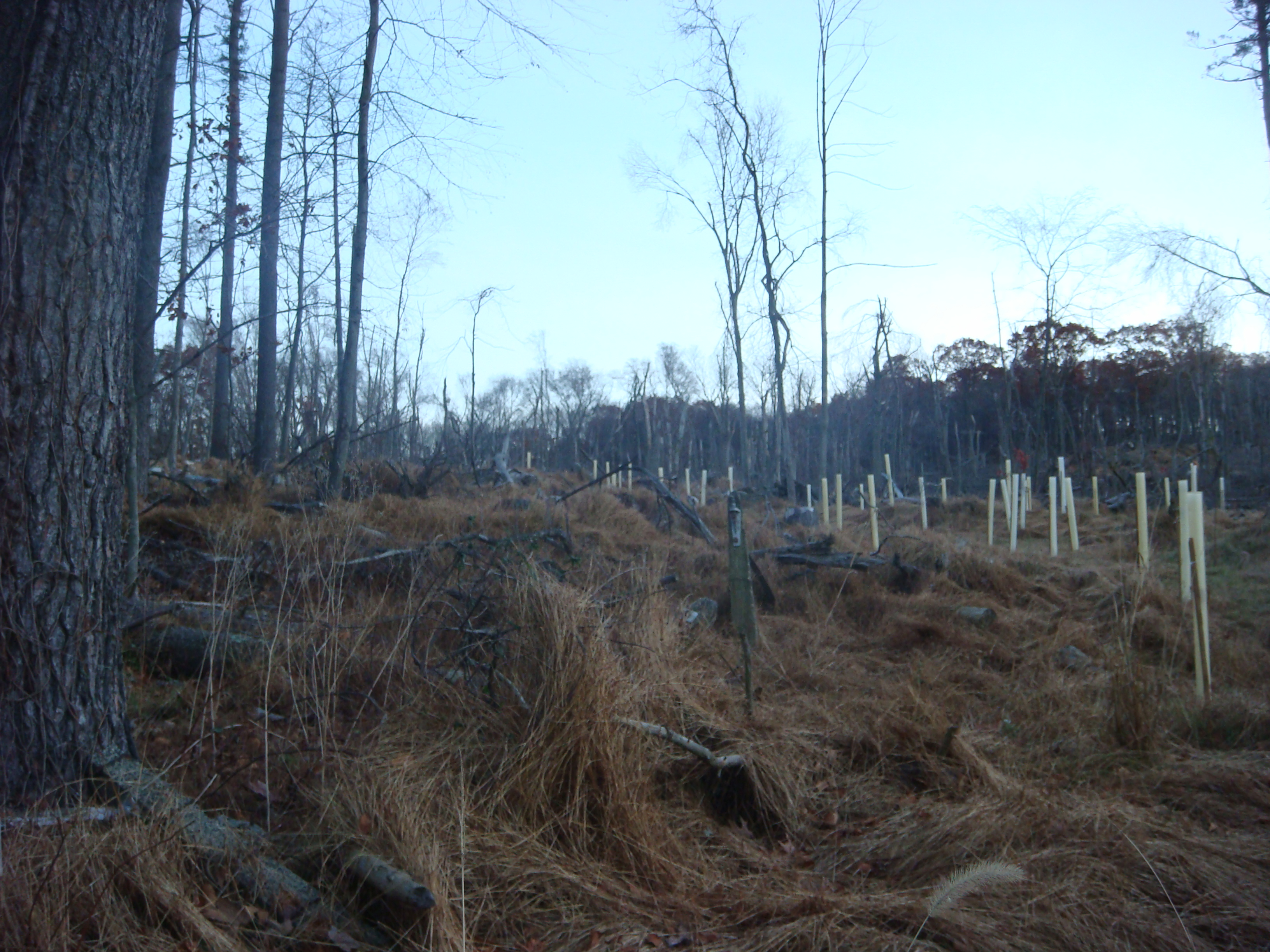
Una área donde los árboles numerosos estuvieron abatidos, los plantones de soporte de tubos blancos que son crecidos a re-poblar el área afectada.

Cuando el tornado cruzó Nueva York Ruta Estatal 9Un,  cogió el carro de un soldado estatal y lo volteó antes de que cayera completamente; el interiorpadeció sólo daños menores. Moviéndose del este-al noreste, el tornado golpeó las ciudades de Montar Agradable y Hawthorne, averiando árboles numerosos y causando daño estructural menor. Daños a lo largo del Sierra Molino River Parkway incitó oficiales para cerrar una sección de la carretera el monte cercano Agradable.  Los árboles cayeron en calles y pistas de ferrocarril, parando Metro-servicio de Ferrocarril Del norte y creando retrasos de tráfico importante. Después de pasar de largo el Kensico Embalse en Valhalla, el tornado cruzado a Connecticut, donde abata líneas de poder numeroso, cortando poder a aproximadamente 10,000 residencias en el condado. En todo, seis personas sostuvieron daños menores y avería amounted a $10.1 millones.
El tornadose debilitó, acabó su duración en Fairfield Condado, Connecticut, en la ciudad de Greenwich. Miles de árboles fueron dañados o chasqueados a lo largo del tornado  2 mi (3,2 km) mi (3.2 km) en el camino a través del estado. El daño menor estuvo causado a varias estructuras. El tornado dejó 1,700 residencias en Greenwich sin poder usarse y bloqueó seis carreteras. La mayoría del daño estuvo concentrado al northwestern esquina de la ciudad. Daños en el estatales totaled a $2 millones.

## Consecuencias
En el despertar del tornado, el alcalde de Sleepy el hueco declaró un pueblo-estado ancho de emergencia. Doscientos personal de emergencia respondió a la tormenta. Consolidado Edison (conEdison) las tripulaciones estuvieron enviadas fuera para reparar downed líneas de poder y carreteras claras. Por la noche próxima, el poder estuvo restaurado a todo pero 600 del anterior 10,000 residencias sin poder usarse en Westchester. Westchester El condado abrió su Centro de Operaciones de la Emergencia después de la tormenta para responder al acontecimiento. Dos días después de la tormenta, muchos de las carreteras habían sido aclarados y el poder era plenamente restauró. Un camino recreativo en Tarrytown, Nueva York, no fue esperado para ser abierto para otras dos semanas debido a árboles caídos numerosos. Metro-El ferrocarril del norte suspendió trenes en el Superiores Harlem línea hasta que 5:00 p. m. EDT (21:00 UTC) para la extracción de debris en las pistas. Durante el tiempo los raíles estuvieron cerrados, southbound los pasajeros estuvieron transportados por autobús. Todos los trenes estuvieron de vuelta encima programa por 7:00 p. m. EDT (23:00 UTC).